# Battaglia del Cremera
La battaglia del Crèmera fu combattuta sulle sponde dell'omonimo fiume il 13 febbraio del 477 a.C.
Fu più che altro un agguato teso dai Veienti alle forze romane che stavano saccheggiando il loro territorio. Deve la sua notorietà al fatto che le forze romane erano composte esclusivamente da combattenti (a Roma non si parla ancora di "soldati") appartenenti alla gens Fabia.

## Rapporti Roma-Veio
Veio era una città etrusca posta a circa 17 km a nord di Roma che controllava il territorio a destra del Tevere. Si era sviluppata nel corso dei secoli assoggettando le città circonvicine e raggiungendo una discreta potenza militare ed economica. Posta al confine meridionale della zona d'influenza etrusca, racchiusa fra possenti mura e arroccata sulla cima di un colle scosceso, Veio contrastò per lungo tempo l'ascesa della potenza di Roma. Fra le due città scoppiavano continuamente guerre per il controllo del territorio, dell'accesso al mare e ai relativi commerci, soprattutto del sale. La rivalità economica fra le due città era, quindi, acerrima. In genere i veienti non affrontavano le legioni di Roma, però
(Tito Livio, Ab Urbe condita libri, II, 48., Newton & Compton, Roma, 1975, trad.: G. D. Mazzocato)

## I Fabii
I Fabii erano una gens all'epoca fra le più influenti della città. Il primo console offerto dai Fabii a Roma, fu Quinto Fabio Vibulano nel 485 a.C. e nei sette anni seguenti tre fratelli Fabii (Quinto, Marco e Cesone) si succedettero alla massima carica, fino a quando l'aristocrazia romana non riuscì a fermare la loro potenza aggredendo la politica della gens e in particolare di Cesone, tesa all'affrancamento delle classi meno abbienti.
Nel 479 a.C., forse anche per distogliere l'attenzione dei concittadini dal modo di amministrazione della politica interna perseguita da Fabii, la famiglia decise di assumersi tutte le responsabilità di una nuova e definitiva guerra contro Veio. Tali operazioni militari divennero quindi una faccenda privata, per cui privati avrebbero dovuto essere costi e benefici. I costi lo furono. Tito Livio continua raccontandoci l'apertura delle ostilità fra i Fabii e Veio:
(Ibid., II, 48.)
Livio spiega che se altre due famiglie si fossero assunte gli stessi impegni anche contro i Volsci e gli Equi,
(Ibid., II, 49)
I Fabii si riunirono il giorno successivo, erano "trecentosei uomini, tutti patrizi, tutti membri di un'unica famiglia". Partirono osannati dall'intera popolazione, il console li guidò verso le mura, uscirono dalla città attraverso l'arcata destra della Porta Carmentale (dall'esito della spedizione questa arcata verrà chiamata Porta Scelerata)
(Ibid.)
In realtà si calcola che le forze messe in campo dai Fabii fossero prossime alle cinquemila unità, (quasi un'intera legione di cui i Fabii "veri" probabilmente fornivano la cavalleria) dato che assieme ai componenti della famiglia si dovettero aggregare, per amore o per forza, anche i numerosi clientes legati ai Fabii, secondo le leggi romane del patronato e della clientela, da doveri di aiuto e sostegno reciproci.

## Ostilità
(Dionigi d'Alicarnasso, Antichità romane, IX, 15)
Asserragliati nel loro presidio i Fabii si diedero al saccheggio del territorio veiente e, "vagando al di qua e al di là del confine, in tutta la regione limitrofa fra territorio etrusco e romano, avevano rese sicure le proprie campagne e insicure quelle dei nemici". I veienti attaccarono il presidio e un esercito romano, comandato da Lucio Emilio, venne ad aiutare i Fabii. Si ebbe una vera battaglia e gli etruschi, attaccati prima ancora di essersi disposti in formazione vennero sonoramente battuti e inseguiti fino a Saxa Rubra dove erano accampati. Chiesero la pace e la ottennero, ma prima ancora che i Fabii lasciassero il loro presidio Veio riprese le ostilità.
I Fabii resistevano. Livio ricorda che
(Ibid., III, 50.)
Per Veio, allora la più potente città della zona, che una sola famiglia romana, riuscisse per due anni a tenerle testa era un abbassamento di prestigio. E un pericoloso segnale di impotenza lanciato ad altri popoli nemici. Veio non poteva tollerare la situazione. La risposta venne nel 477 a.C.

## La battaglia
Gli Etruschi cominciarono a far credere di essere ancora più deboli di quanto non fossero. Rendevano deserto parte del territorio per simulare una maggiore paura dei loro contadini. Lasciarono libero del bestiame per far credere che fosse stato abbandonato in una fuga precipitosa. Fecero arretrare le truppe mandate a contrastare le incursioni. I continui successi resero i Fabii supponenti e imprudenti,
(Ibid.)
Il 13 luglio 477 a.C. i Fabii, dall'alto della loro fortezza videro le greggi "abbandonate" e sicuri della loro forza
(Ibid.)
I veienti uscirono allo scoperto disorientando i Fabii con grandi grida, li bersagliarono di proiettili, li circondarono con "una muraglia impenetrabile di guerrieri". Si vide quindi quanto pochi fossero i Fabii e quanti, invece, fossero i veienti. Per i Fabii non c'era alternativa; lasciato il precario ordine di combattimento, schieratisi a cuneo, sempre battendosi, si aprirono una via per radunarsi sopra un rialzo del terreno.
(Ibid.)
La conquista della cima restituì il vantaggio ai veienti. I Fabii furono sopraffatti e massacrati. Di tutta la gens Fabia rimase un solo componente: Quinto, figlio di Marco. Livio riporta che era stato lasciato a Roma perché troppo giovane ma l'informazione sembrerebbe errata dato che solo dieci anni dopo Quinto Fabio Vibulano divenne console.

## Reazione
Sull'onda del successo i veienti sconfissero un esercito romano inviato immediatamente a contrastarli al comando del console Tito Menenio Lanato. Roma rischiò di essere assediata e fu salvata solo dall'intervento di altre truppe richiamate dal territorio volsco dove stavano combattendo al comando dell'altro console Gaio Orazio Pulvillo. I veienti arrivarono ad occupare il Gianicolo da dove per un certo tempo resero a Roma gli attacchi e i saccheggi che avevano subito dai Fabii. Ironia della storia furono essi stessi fermati, sconfitti e massacrati quando i romani utilizzarono nei loro confronti l'identico tranello in cui caddero i Fabii. Un gregge di pecore fu fatto sparpagliare e i veienti si misero all'inseguimento finendo per disperdersi inermi.

«quo plures erant, maior clades fuit» (quanto più erano numerosi [i Veienti] tanto più ingente fu la strage) (ibid., 51)